# Manlleu
|  | Aquest article tracta sobre el municipi de Catalunya. Si cerqueu terme lingüístic, vegeu «Manlleu (lingüística)». |

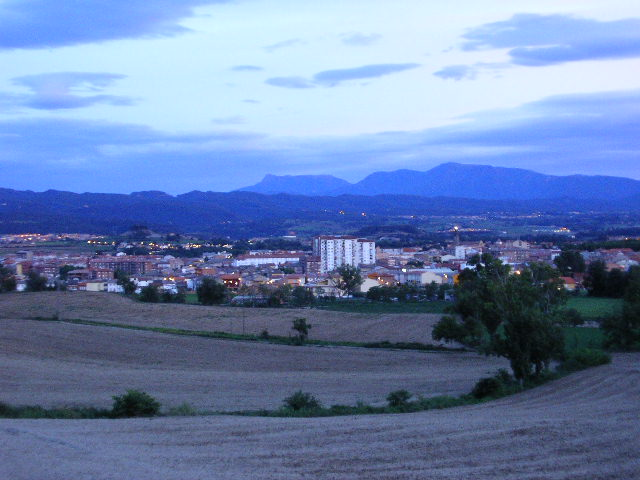
Panoràmica de Manlleu des de l'ermita de Sant Jaume

Manlleu és una ciutat i municipi de Catalunya situat a la comarca d'Osona i situada al centre de la regió de l'Alt Ter. Actualment, té una població de 21.172 habitants segons IDESCAT i una superfície de 17,2 km².
El riu Ter ha definit els límits del paisatge del terme així com el seu desenvolupament urbà, és per això que popularment se l'anomena "La Capital del Ter".
La creació del Canal industrial de Manlleu entre els anys 1841 i 1848 va encetar el començament del procés d'industrialització a Osona. L'activitat industrial, que ocupa al voltant del 60% de la població activa, ha forjat la personalitat de la població durant més de cent cinquanta anys.

## Geografia
- Llista de topònims de Manlleu (orografia: muntanyes, serres, collades, indrets; hidrografia: rius, fonts...; edificis: cases, masies, esglésies, etc.).

Manlleu es troba al sector septentrional de la Plana de Vic (comarca d'Osona). Limita al nord amb el municipi de Torelló, a l'est amb l'Esquirol i les Masies de Roda, al sud amb Gurb i a l'oest amb les Masies de Voltregà.
El municipi està situat en el sector més deprimit de la Plana de Vic, cosa que provoca que durant els mesos d'hivern la boira baixa hi sigui molt present. El relleu que envolta Manlleu i la comarca d'Osona està format en direcció nord per les serres de Bellmunt, i les de Vinyoles cap a l'oest, que són els primers anticlinals prepirinencs. El Puigsacalm, situat al nord-est de la comarca, comença la Serralada Transversal representada a la comarca pel Collsacabra, plataforma estructural elevada (de 900 a 1300 m alt.) que una falla espectacular fa cavalcar damunt de les Guilleries, situades a l'est d'Osona (cingleres de Rupit, Tavertet i el Far). Al coll de Sant Marçal comença el massís del Montseny, que plega el sud-est de la comarca, accessible pel coll Formic, on comença el pla de la Calma.
Com tota la Plana de Vic, el subsol de Manlleu està format per al·luvions portats pel Ter, a causa de l'acció del riu (sedimentació), gràcies a això l'agricultura ha estat sempre notable en el municipi. Un dels components més preuats econòmicament són les graves, visibles en moltes zones de Manlleu, antigues terrasses fluvials i que l'home ha utilitzat en la construcció. També té primalls de terra i terrenys erms on les margues blavoses formen turons, presents en moltes zones de Manlleu.

## Història
Les primeres evidències de poblament a l'àrea de Manlleu es remunten al Neolític mitjà i recent (4300-2500 aC) per l'existència de restes arqueològiques d'aquest moment prop de l'ermita de Sant Jaume i al turó Puig Guardial. Els indicis que l'home ocupà aquest territori es localitzaren prop de l'institut de Secundària i daten de l'època calcolítica (2000-1800 aC). En aquest cas, les excavacions posaren al descobert un assentament a l'aire lliure dedicat a l'agricultura i la ramaderia.
Del 1200 al 650 aC, període del Bronze Final, hi ha materials arqueològics documentats a la zona del Fugurull, cosa que fa pensar en l'existència d'un assentament en aquest lloc. Aquest poblament representà el substrat cultural de les tribus iberes que sorgiren més tard. A Osona i, per tant, també a Manlleu, s'hi establí la tribu dels ausetans.
Amb l'entrada dels romans, cap al segle ii aC, aquesta societat ibèrica ausetana sofrí un procés de romanització i, per tant, de transformació. Aquest fet queda reflectit a l'àrea de Manlleu al jaciment de can Caseta (un establiment rural que durà fins al segle I dC, ben situat al meandre del riu Ter, a la zona de Vista Alegre) i al Puig Guardial.
De l'època romana, però, només hi ha documentades algunes troballes localitzades de manera isolada (al mas Madiroles, al Fugurull, a Vila-setrú, etc.).
De l'edat mitjana, no se'n conserva cap rastre del castell, el qual pertangué a diversos membres dels Orís-Manlleu.
A principis del segle XIX van aparèixer les primeres fàbriques que progressivament van substituir el treball a domicili dirigit pels paraires. Cap a la segona meitat del segle xix, es va intensificar l'especialització en els teixits de cotó que s'havia iniciat al segle anterior i va tenir lloc un desenvolupament industrial ràpid. Manlleu, com altres poblacions de la conca del riu Ter, va aprofitar l'energia hidràulica proporcionada per aquest com a font d'energia per accionar els telers. La creació del canal industrial va permetre el sorgiment de fàbriques situades a la vora i la formació de colònies industrials. El creixement industrial va propiciar un ràpid increment demogràfic que va fer necessari un planejament urbanístic dut a terme per J. Calvet el 1883 en què es van projectar l'eixample del Baix Vila i la plaça de Fra Bernadí.
Entre els fets destacats d'aquesta època hi ha la reedificació de l'ermita de Sant Jaume (1857), la fàbrica del gas (1860), l'arribada del tren (1879), l'edificació del santuari de Puig-agut (1886) i la fundació de la Caixa d'Estalvis Comarcal de Manlleu (1896).
Els primers anys del segle XX es van veure condicionats per la crisi tèxtil provocada per la pèrdua dels darrers mercats colonials. Els conflictes socials a partir de llavors van ser greus i van comportar grans penúries per a la població, però la Primera Guerra Mundial va revitalitzar la indústria catalana i, per tant, la manlleuenca. Dos aspectes importants van ser l'electrificació que va evitar dependre de l'aigua del riu i el manteniment de la indústria tèxtil com a sector capdavanter, així com l'aparició de noves iniciatives industrials als sectors metal·lúrgic, alimentari i de la maquinària. L'esclat de la Guerra Civil el 1936 va iniciar una època de penúries. El fort anticlericalisme va comportar l'expulsió del clero i la destrucció de l'església. El bàndol vencedor va ocupar Manlleu el 4 de febrer del 1939, moment en què les tropes franquistes van iniciar les represàlies dels dirigents i combatents republicans. Les penúries de la postguerra es van veure agreujades per la inundació d'octubre del 1940. Entre les conseqüències de la riuada hi ha la creació del barri de Gràcia, per suplir els habitatges que van desaparèixer i l'inici el 1968 de les obres d'un mur de contenció per a impedir la repetició de la catàstrofe. Amb la liberalització econòmica, a partir del 1959 Manlleu va experimentar un creixement en tots els àmbits. Una gran onada d'immigrants que venien sobretot d'Andalusia, va fer créixer la població de 9.410 habitants el 1960 a 15.054 el 1975. La majoria dels immigrants que venien van anar a parar al nou barri de l'Erm (el nom ve de la Masia de l'Erm, on és l'actual barri), que en aquell moment ja s'estava creant.
El 1979 van tenir lloc les primeres eleccions municipals democràtiques amb la victòria de Joan Usart (de la candidatura de GRUNACE: Grup Nacionalista de Centre-Esquerra), que va passar a ser el primer alcalde democràtic des de la República i va ocupar el càrrec fins al 1995, quan va resultar elegit Ramon Sitjà (PSC). Les eleccions de 1999 van donar novament el triomf a un candidat de CiU per majoria absoluta: Joaquim Vivas. L'any 2003 va guanyar Pere Prat, d'ERC, al capdavant d'una coalició d'esquerres amb el PSC i l'IC-EV i amb majoria absoluta des del 2007 fins al 2015. Des de l'any 2015 fins a l'any 2023, l'alcalde va ser Àlex Garrido d'ERC. L'any 2023, Arnau Rovira es va proclamar alcalde de Manlleu trencant així els 4 governs consecutius d'ERC a Manlleu. Així doncs, l'actual alcalde és l'Arnau Rovira des de l'any 2023.
L'inici del segle XXI ha vist un nou impuls de l'activitat econòmica que ha comportat un increment demogràfic i urbanístic notable a causa de la immigració procedent de l'estranger. L'onada d'immigrants que varen venir eren sobretot del Marroc. Així doncs, la població va passar d'uns 17.035 habitants el 1998 a 20.505 habitants el 2008. La inclusió del “Projecte d'Intervenció Integral del Barri de l'Erm de Manlleu” a la Llei de Barris aprovada per la Generalitat de Catalunya (2004) va suposar una remodelació urbanística important que té com a fet més destacat la demolició dels Pisos de Can Garcia i comporta actuacions de promoció de la convivència cívica i integració social de la població nouvinguda en el barri de l'Erm.

## Comunicacions
Hi ha una infrautilitzada estació de ferrocarril de la línia Barcelona-Puigcerdà, per evidents motius d'inanició pressupostària. Diverses carreteres locals uneixen Manlleu amb les poblacions properes i amb les grans vies de comunicació: pel nord amb Torelló i l'Eix Vic-Olot; pel sud amb Vic i la C-25 (Eix Transversal); per l'oest amb La Gleva i Sant Hipòlit de Voltregà i les Masies de Voltregà i amb l'autovia C-17, per l'est amb Roda de Ter i amb Sant Martí Sescorts i l'antiga comarcal Vic-Olot, C-153.

## Economia

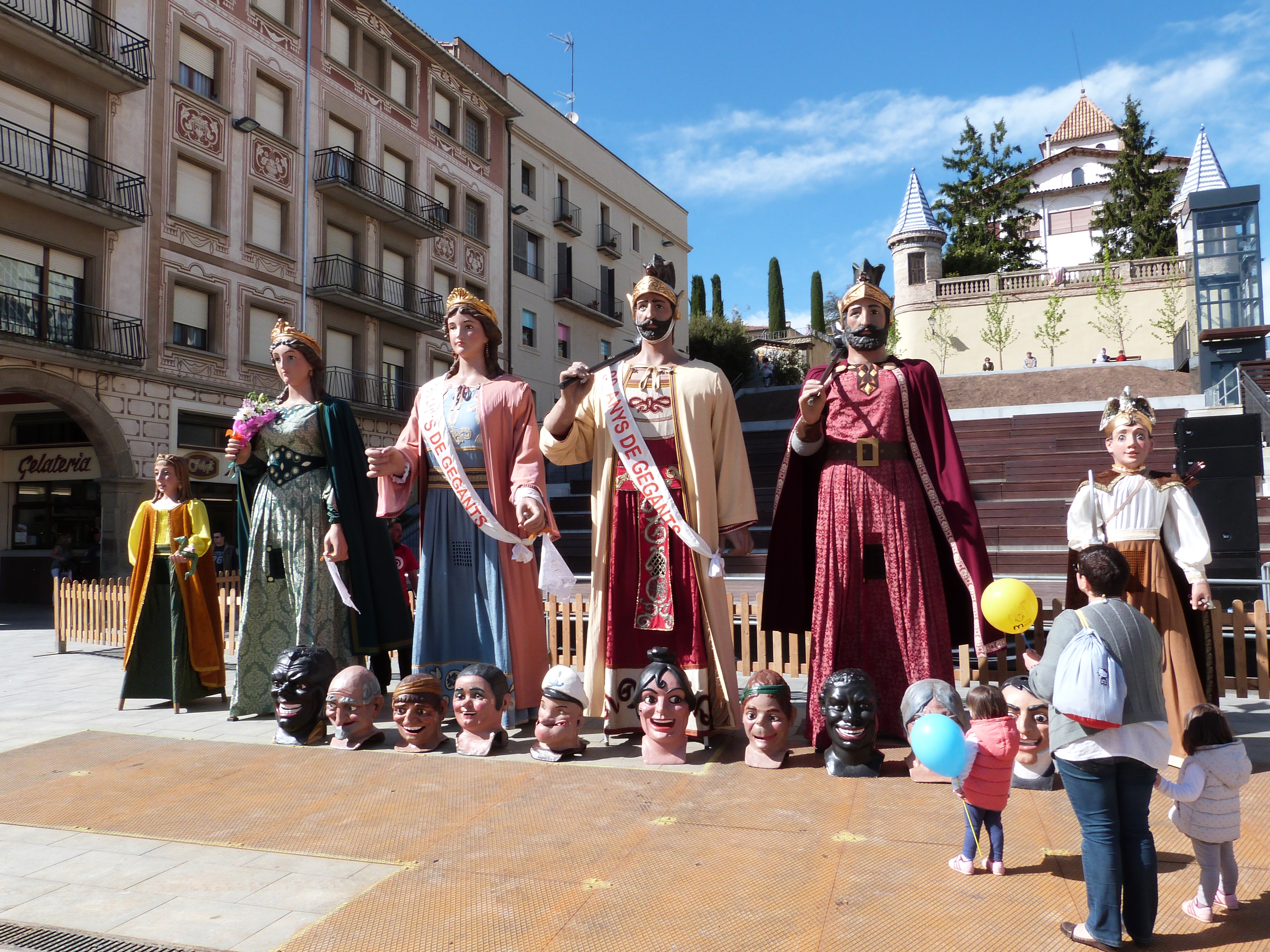
Gegants de Manlleu el 2013

L'agricultura i la ramaderia han perdut la seva importància, encara que resten algunes cases de pagès actives. El sector principal de l'economia és l'industrial, molt diversificat (metal·lúrgica, alimentària, química...). La indústria tèxtil, que va ser l'activitat bàsica en els segles XIX i xx, ha desaparegut pràcticament amb el tancament en les dècades de 1980 i 1990 de les grans fàbriques de filatures. Manlleu va donar nom a l'entitat financera Caixa Manlleu, fundada el 1896, que l'any 2009 es va fusionar amb les caixes de Sabadell i Terrassa formant l'entitat Unnim que, posteriorment, va ser integrada al BBVA.

## Demografia
| 1497 f | 1515 f | 1553 f | 1717 | 1787  | 1857  | 1877  | 1887  | 1900  | 1910  |
| ------ | ------ | ------ | ---- | ----- | ----- | ----- | ----- | ----- | ----- |
| 40     | 44     | 98     | 885  | 1.481 | 4.220 | 5.314 | 5.322 | 5.823 | 6.026 |

| 1920  | 1930  | 1940  | 1950  | 1960  | 1970   | 1981   | 1990   | 1992   | 1994   |
| ----- | ----- | ----- | ----- | ----- | ------ | ------ | ------ | ------ | ------ |
| 5.985 | 6.547 | 6.396 | 7.294 | 9.410 | 13.169 | 15.904 | 16.560 | 16.280 | 16.280 |

| 1996   | 1998   | 2000   | 2002   | 2004   | 2006   | 2008   | 2010   | 2012   | 2014   |
| ------ | ------ | ------ | ------ | ------ | ------ | ------ | ------ | ------ | ------ |
| 17.035 | 17.172 | 17.520 | 18.229 | 18.748 | 19.979 | 20.505 | 20.450 | 20.416 | 20.279 |

| 2016   | 2018   | 2020   | 2022   | 2024   | 2026 | 2028 | 2030 | 2032 | 2034 |
| ------ | ------ | ------ | ------ | ------ | ---- | ---- | ---- | ---- | ---- |
| 20.104 | 20.194 | 20.912 | 20.883 | 21.348 | -    | -    | -    | -    | -    |

## Clima
El clima de Manlleu i de la Plana de Vic, condicionat per l'orografia, és el Mediterrani continental humit que es caracteritza per una forta oscil·lació tèrmica. A Osona la precipitació mitjana anual és de 750 mm, amb una temperatura mitjana anual ronda al voltant dels 12 °C.
Els hiverns són molt freds, llargs i humits amb oscil·lacions de temperatures que passen entre -15 °C i 10 °C com a conseqüència, en gran part, de la inversió tèrmica durant l'hivern. Aquest fenomen que es dona sobretot a la Plana de Vic es caracteritza pel fet que les capes d'aire inferior tenen una temperatura més baixa que les capes una mica més elevades, a diferència del que passa en llocs oberts. Es produeix sobretot els dies encalmats d'hivern a les zones més deprimides de la plana quan l'aire fred més dens queda estancat. Quan aquest aire es va refredant disminueix la seva capacitat de contenir aigua en estat de vapor i el vapor d'aigua excedent es condensa formant la boira baixa.
Les primaveres són plujoses amb temperatures fresques i agradables (5 a 25 °C), mentre que a l'estiu predominen temperatures elevades d'entre 21-22 °C, amb màximes freqüents superiors als 31 °C. Estacionalment els mesos de maig, juny, agost i setembre són els més plujosos de l'any.
La tardor sol ser plujosa, amb boira i temperatures temperades (de -3 °C a 22 °C). Les primeres gelades se solen produir a finals d'octubre i principis de novembre.
Cal dir que els darrers anys, per efecte del canvi climàtic, el clima és poc previsible i amb més risc de sequera en qualsevol època, però a la vegada també èpoques amb molta pluja (els anys 2009, 2010, i el que portem de 2011 han sigut bastant plujosos). El cabal del riu Ter varia molt, alguns anys i temporades porta molta aigua quan plou molt al Pirineu, però també hi ha temporades de sequeres on el riu porta poca aigua.

## Fauna
El riu Ter té una gran diversitat de fauna, ja que les espècies troben en el riu un lloc idoni per viure, alimentar-se, reproduir-se o reposar.
La fauna que està més directament relacionada amb el riu són els peixos. Actualment, els peixos que abunden en el riu Ter a Manlleu són l'alburn (Alburnus alburnus) i el rutil (Rutilus rutilus), tots dos espècies foranes. Ja en menor nombre trobem altres espècies foranes com el peix gat (Ictalurus melas), la pseudorasbora (Pseudorasbora parva), el barb roig (Phoxinus bigerri), el peix sol (Lepomis gibbosus), la carpa (Cyprinus carpio) encara que fa molts anys que existeix al sud d'Europa, el gardí (Scardinius erythrophthalmus), el barb comú (Barbus graellsii) o el llopet de riu (Barbatula barbatula).
Les espècies de peixos autòctons tenen una presència molt escassa, encara que en les zones on no s'ha alterat el curs natural, el barb de muntanya (Barbus meridionalis) hi és molt present. La bagra (Squalius cephalus) té una presència cada cop més escassa en tot el riu. Una espècie que és autòctona del riu Ter, però que ha desaparegut per la impermeabilitat de les preses dels pantans és l'anguila (Anguilla anguilla), avui inexistent en el curs mitjà del riu Ter. L'amfibi que es troba més és la granota verda (Rana perezi) en les zones inundades vora del riu, on hi ha aigua calma i vegetació. També abunden els gripaus corredors (Bufo calamita) i els gripaus comuns (Bufo bufo). La serp (Natrix maura), una espècie semblant a l'escurçó, però inofensiva, és el rèptil més vinculat a l'aigua. Té presència una escassa presència a Manlleu la tortuga de Florida (Trachemys scripta) que ha fet que la tortuga de rierol (Mauremis caspica) es desplaci riu amunt. Es troben molts exemplars de cranc de riu americà (Procambarus clarkii), mentre que el cranc de riu autòcton ha desaparegut totalment. Pel que fa a mamífers, predominen la rata d'aigua o rat buf (Arvicola sapidus) i la rata de clavegueram (Rattus norvegicus). Finalment, la llúdriga (Lutra lutra), que havia desaparegut perquè durant els anys seixanta va ser molt perseguida, en l'actualitat té una presència molt escassa a Manlleu, però es desplaça durant el dia per diferents indrets de la comarca.
Les vores i el llit del riu hostatgen diversos ocells nidificants i un nombrós contingut d'espècies de pas, que segueixen el curs del riu durant la migració. L'ànec coll verd (Anas platyrhynchos) i la polla d'aigua (Gallinula chloropus) són els nidificants nedadors dels nostres cursos d'aigua i el blauet (Alcedo atthis) és un nidificant pescador. El xarxet (Anas crecca), el becadell (Gallinago gallinago), el corb marí gros (Phalacrocorax carbo) són hivernants comuns, sobretot aquest últim és molt abundant. En canvi, el martinet de nit (Nycticorax nycticorax), el corriol petit (Charadrius dubius) i l'oreneta vulgar (Hirundo rustica) són ocells estivals comuns. L'agró roig (Ardea purpurea) i el camallarg (Himantopus himantopus) són habituals en migració. També podem observar la xivitona (Actitis hypoleucos), la xivita (Tring ochropus), el martinet blanc (Egretta grazetta) i l'agró blanc (Casmerodius albus).
En el bosc de ribera crien principalment el cargolet (Troglodytes troglodytes), el tallarol de casquet (Sylvia atricapilla) i el rossinyol bastard (Cettia cetti) entre altres ocells sedentaris. Per la seva banda, l'abellerol (Merops apiaster) freqüenta els arbres de ribera a la recerca d'insectes, principalment abelles. L'oriol (Oriolus oriolus), ocell estival, teixeix el niu dalt de tot del brancatge dels verns, els salzes i dels pollancres. També crien als brancatges el xot (Otus scops) entre els ocells estivals, i la garsa (Pica pica) i el tudó (Columba palumbus) entre els sedentaris. Altres ocells sedentaris nidificants són el picot verd (Picus viridis), la merla (Turdus merula), i les mallerengues blava (Parus caeruleus) i carbonera (Parus major), i entre els estivals, el rossinyol (Luscinia megarhynchos).

## Vegetació
La vegetació que predomina a Manlleu són les rouredes de roure martinenc (Quercus humilis) que estaria més amunt o més al nord, però el fenomen de la inversió tèrmica provoca la inversió dels pisos de vegetació i així tenim que la roureda es pot desenvolupar a Manlleu.
La vegetació que pobla el curs fluvial, el bosc de ribera, està caracteritzada per boscos caducifolis que creixen a banda i banda del riu. La vegetació natural de ribera són vernedes i salzedes i alguns pollancres autòctons (Populus nigra) tot i que en moltes zones a causa de la presència de l'home han estat canviades per classes d'arbres més productius com els pollancres híbrids (Populus sp.). En algunes fondalades humides amb poca insolació s'hi troben boscos caducifolis humits com freixes de fulla gran (Fraxinus excelsior), til·lers (Tilia plathyfillos), oms (Ulmus minor), salzes (Salix alba) i àlbers (Populus alba).
A les vores del riu creix la vegetació aquàtica, com el canyís (Phragmites australis ssp. australis) i la boga (Typha latifolia). Aquests boscos de ribera són molt productius, ja que no els falta aigua perquè l'absorbeixen del riu i tenen tots els nutrients que necessiten al seu abast, que aconsegueixen a partir dels sediments que diposita el riu.
La presència d'espècies vegetals foranes també és important, l'espècie més destacada és la robinia o falsa acàcia (Robinia pseudoacacia) que ocupa algunes zones. L'estrat arbustiu pot ser força dens, amb esbarzers (Rubus ulmifolius), saüc (Sambucus nigra) i avellaners (Corylus avellana) com a espècies dominants. L'estrat herbaci està format per nombroses espècies, principalment per ortigues (Urtica dioica) i alguns joncs (Scirpus holoschoenus).

## Mitjans de comunicació
En l'àmbit radiofònic, el principal mitjà de comunicació municipal present en el municipi és Ràdio Manlleu, que emet de forma ininterrompuda des del 1983, actualment en la freqüència 107.0 de l'FM, i també a través d'internet. Ràdio Manlleu forma part de l'empresa Manlleu Mitjans de Comunicació, editora de la revista El Ter i el portal de notícies i serveis digitals Elter.net.
En l'àmbit escrit, conjuntament amb la revista El Ter, el principal mitjà de comunicació local és el Diari de Manlleu.

## Política
| Candidatura | Candidatura                          | Cap de llista                  | Vots                           | Regidors | % vots |
| ----------- | ------------------------------------ | ------------------------------ | ------------------------------ | -------- | ------ |
|             | Junts                                | Arnau Rovira                   | 1.952                          | 8        | 31,47% |
|             | Esquerra Republicana de Catalunya    | Eva Font                       | 1.071                          | 4        | 17,27% |
|             | Partit dels Socialistes de Catalunya | Marta Moreta                   | 1.058                          | 4        | 17,06% |
|             | Candidatura d'Unitat Popular         | Lleonard Sánchez               | 591                            | 2        | 9,53%  |
|             | Ara Pacte Local                      | Jordi Rossell                  | 464                            | 2        | 7,48%  |
|             | Aliança Catalana                     | Roger Saborit                  | 357                            | 1        | 5,75%  |
|             | C's                                  | Francisco Javier Jimenez       | 298                            | 0        | 4,80%  |
|             | En Comú Podem                        | Miquel Sánchez                 | 264                            | 0        | 4,25%  |
| Total       | Total                                | 6.055 (49,04% de participació) | 6.055 (49,04% de participació) | 21       | 100%   |

Manlleu va ser governat entre el 2023 i el 2025 per un pacte entre Junts (8 regidors) i el PSC (4 regidors). Amb un trencament de govern l'any 2025, Junts governa amb minoria al consistori amb 8 regidors
Regidors en la legislatura 2023-2025:
- Arnau Rovira (Junts): Alcalde
- Lluïsa Bautista (Junts): 1a tinent d'alcalde i regidora de Governació i Recursos Humans
- Marta Moreta (PSC): 2a tinent d'alcalde i regidora d'Urbanisme i Desenvolupament Territorial
- David Bosch (Junts): 3r tinent d'alcalde i regidor de Transformació Econòmica i Estratègia de Ciutat
- Antoni Poyato (PSC): 4t tinent d'alcalde i regidor de Serveis a les Persones i Ciutadania
- Josep Madrid (Junts): 5è tinent d'alcalde i regidor de Transició Energètica, Serveis de Ciutat i Pagesia
- Núria Roura (Junts): Regidora de Règim Intern i Govern Obert
- Aida Montoya (PSC): Regidora de Cultura, Igualtat i Comunicació
- Carla López (Junts): Regidora de Comerç i Joventut
- Pere Puig (Junts): Regidor d'Educació, Patrimoni Cultural i Agenda 2030
- Andrés Garcia (PSC): Regidor de Medi Ambient, Salut Pública i Món Rural
- Montse Costa (Junts): Regidora d'Esports

| Candidatura | Candidatura                                              | Cap de llista                 | Vots                          | Regidors | % vots |
| ----------- | -------------------------------------------------------- | ----------------------------- | ----------------------------- | -------- | ------ |
|             | Esquerra Republicana de Catalunya - Acord Municipal      | Alex Garrido                  | 3.012                         | 9        | 35,94% |
|             | Junts per Catalunya                                      | Arnau Rovira                  | 1.696                         | 5        | 20,24% |
|             | Partit dels Socialistes de Catalunya - Progrés Municipal | Marta Moreta                  | 1.249                         | 3        | 14,90% |
|             | Candidatura d'Unitat Popular                             | Maira Costa                   | 1.161                         | 3        | 13,85% |
|             | Som Identitaris                                          | Francisco Zambrana            | 524                           | 1        | 6,25%  |
|             | C's                                                      | Francisco Javier Jimenez      | 346                           | 0        | 4,13%  |
|             | En Comú Podem                                            | Maria Emilia Nuñez            | 255                           | 0        | 3,04%  |
| Total       | Total                                                    | 8.441 (65,0% de participació) | 8.441 (65,0% de participació) | 21       | 100%   |

Manlleu estava governat entre el 2019 i el 2023 per un pacte entre ERC (9 regidors) i Junts (5 regidors).
Regidors en la legislatura 2019-2023:
- Àlex Garrido (ERC): Alcalde
- Enric Vilaregut (ERC): 1r tinent d'alcalde i regidor de Serveis Territorials
- Arnau Rovira (Junts): 2n tinent d'alcalde i regidor de Seguretat Ciutadana i Civisme
- Maria Josep Palomar (ERC): 3a tinent d'alcalde i regidora de Govern Obert, Atenció Ciutadania, Salut Pública i Consum
- Rafa Cuenca (ERC): 4t tinent d'alcalde i regidor d'Educació, Igualtat, Gent Gran i Habitatge
- Eva Font (ERC): 5a tinent d'alcalde i regidora de Cultura i Mitjans de Comunicació
- Eduard Robles (ERC): 6è tinent d'alcalde i regidor de Serveis Econòmics i Joventut
- Lluïsa Bautista (Junts): 7a tinent d'alcalde i regidora d'Organització, Persones i Règim Intern
- Eudald Sellarès (ERC): Regidor de Promoció Econòmica
- Maria Teresa Anglada (ERC): Regidora de Medi Ambient i Pagesia
- Pere Compte (ERC): Regidor de Promoció Social i Persona
- David Bosch (Junts): Regidor d'Indústria, Coneixement i Agenda Manlleu 2030
- Núria Martínez (Junts): Regidora de Participació Ciutadana
- Aleix Estrada (Junts): Regidor d'Esports

### Evolució resultats electorals 1979-2023
| Partit                | 1979  | 1979 | 1983  | 1983 | 1987  | 1987 | 1991  | 1991 | 1995  | 1995 | 1999  | 1999 | 2003  | 2003 | 2007  | 2007 | 2011  | 2011 | 2015  | 2015 | 2019  | 2019 | 2023  | 2023 |
| Partit                | Vots  | Reg. | Vots  | Reg. | Vots  | Reg. | Vots  | Reg. | Vots  | Reg. | Vots  | Reg. | Vots  | Reg. | Vots  | Reg. | Vots  | Reg. | Vots  | Reg  | Vots  | Reg  | Vots  | Reg  |
| --------------------- | ----- | ---- | ----- | ---- | ----- | ---- | ----- | ---- | ----- | ---- | ----- | ---- | ----- | ---- | ----- | ---- | ----- | ---- | ----- | ---- | ----- | ---- | ----- | ---- |
| ERC                   |       |      |       |      | 649   | 1    | 1.653 | 4    | 1.900 | 4    | 1.873 | 4    | 3.270 | 7    | 3.786 | 10   | 2.552 | 9    | 1.886 | 7    | 3.012 | 9    | 1.071 | 4    |
| CiU - Junts           |       |      | 4.522 | 10   | 4.724 | 10   | 3.272 | 9    | 2.506 | 5    | 4.174 | 9    | 2.037 | 4    | 899   | 2    | 1.643 | 5    | 1.512 | 5    | 1.696 | 5    | 1.952 | 8    |
| PSC                   |       |      | 2.798 | 6    | 2.886 | 6    | 1.690 | 4    | 2.189 | 4    | 1.601 | 3    | 1.659 | 3    | 1.098 | 3    | 885   | 3    | 869   | 3    | 1.252 | 3    | 1.058 | 4    |
| ICV - En Comú Podem   |       |      |       |      |       |      | 340   |      | 508   | 1    | 622   | 1    | 704   | 1    | 346   |      | 475   | 1    | 418   | 1    | 255   |      | 264   |      |
| PxC -SOMI             |       |      |       |      |       |      |       |      |       |      |       |      | 492   | 1    | 1.022 | 2    | 1.112 | 3    | 149   |      | 524   | 1    |       |      |
| Partit Popular Català |       |      |       |      |       |      |       |      |       |      | 342   |      | 445   | 1    | 254   |      | 212   |      | 303   |      |       |      |       |      |
| GNCE                  | 4.109 | 9    |       |      |       |      |       |      |       |      |       |      |       |      |       |      |       |      |       |      |       |      |       |      |
| CUP                   |       |      |       |      |       |      |       |      |       |      |       |      |       |      |       |      |       |      | 1.048 | 4    | 1.161 | 3    | 591   | 2    |
| C's                   |       |      |       |      |       |      |       |      |       |      |       |      |       |      |       |      |       |      |       |      | 346   |      | 298   |      |
| Ara                   |       |      |       |      |       |      |       |      |       |      |       |      |       |      |       |      |       |      |       |      |       |      | 464   | 2    |
| AC                    |       |      |       |      |       |      |       |      |       |      |       |      |       |      |       |      |       |      |       |      |       |      | 357   | 1    |
| Altres                | 3.632 | 8    | 867   | 1    |       |      | 354   |      | 1.530 | 3    |       |      |       |      |       |      | 263   |      | 522   | 1    |       |      |       |      |

| Període      | Nom de l'alcalde/-essa  | Partit polític                       | Data de possessió |
| ------------ | ----------------------- | ------------------------------------ | ----------------- |
| 1979 - 1983  | Joan Usart i Barreda    | Grup Nacionalista de Centre Esquerra | 19/04/1979        |
| 1983 - 1987  | Joan Usart i Barreda    | CiU                                  | 28/05/1983        |
| 1987 - 1991  | Joan Usart i Barreda    | CiU                                  | 30/06/1987        |
| 1991 - 1995  | Joan Usart i Barreda    | CiU                                  | 15/06/1991        |
| 1995 - 1999  | Ramon Sitjà i Domènech  | PSC                                  | 17/06/1995        |
| 1999 - 2003  | Joaquim Vivas i Llorens | CiU                                  | 03/07/1999        |
| 2003 - 2007  | Pere Prat i Boix        | ERC                                  | 14/06/2003        |
| 2007 - 2011  | Pere Prat i Boix        | ERC                                  | 16/06/2007        |
| 2011 - 2015  | Pere Prat i Boix        | ERC                                  | 11/06/2011        |
| 2015 - 2019  | Àlex Garrido i Serra    | ERC                                  | 13/06/2015        |
| 2019 - 2023  | Àlex Garrido i Serra    | ERC                                  | 15/06/2019        |
| Des del 2023 | Arnau Rovira i Martinez | Junts                                | 17/06/2023        |

## Divisió administrativa
Manlleu compta actualment amb una divisió administrativa repartida oficialment entre 12 barris urbans.
- Barri de Dalt Vila: és el barri més antic de la població de Manlleu que té una població de 970 habitants (2024). Va ser formada en l'edat mitjana al voltant de l'església de Santa Maria de Manlleu. Actualment, conserva cases del segle XVI, XVII i XVIII i conserva els traçats medievals d'alguns carrers històrics del barri. A part, també el barri compta amb la Font de la Mare de Déu, la font amb més valor de tot el municipi per la seva història.
- Barri de Baix Vila: és un barri Eixample creat durant el segle XIX entre el riu Ter i el barri de Dalt Vila i té una població de 2.124 habitants. És la zona més cèntrica del municipi i compta amb zones molt populars i importants de Manlleu com la Plaça Fra Bernadí (on hi està ubicat l'Ajuntament de Manlleu), l'Institut de La Salle Manlleu, el Col·legi del Carme Vedruna Manlleu, el Teatre Municipal de Manlleu, entre més llocs importants. És un barri amb una arquitectura modernista que ha destacat molt en el municipi.
- Barri de La Cavalleria: és un barri ubicat al costat del barri de Baix Vila i té una població de 1.549 habitants. Rep aquest nom, ja que va ser un barri format principalment pel camí que conduïa cap al Mas de La Cavalleria, ubicat a zona d'entre El Vicenç i el barri de la Salut. S'ha de mencionar que aquest barri també a vegades se l'ajunta amb el barri de la Salut per tal de conformar una divisió administrativa de la ciutat més gran, però oficialment aquests dos barris estan separats. Compta amb llocs importants com el Museu del Ter o l'Embarcador del Ter al Passeig del Ter.
- Barri de Gràcia: és un barri format a la dècada del 1940 per tal d'albergar a la gent afectada que vivia al barri de Baix Vila per una gran inundació que va afectar el poble en aquell moment, i té una població de 2.261 habitants, essent el tercer barri amb més població de Manlleu. Està format per cases unifamiliars d'una sola planta al camí entre el centre urbà i l'estació del ferrocarril (avui, anomenada com a Avinguda Diputació). Compta amb llocs destacats com l'Església de la Mare de Déu de Gràcia i el Col·legi i Institut de Gràcia.
- Barri de Vista Alegre: és un barri format a la dècada del 1970 ubicada just al marge dret del riu Ter i a banda i banda de la carretera de Manlleu a Vic, que té una població de 359 habitants. El barri rep aquest nom per l'antiga cantina de Vista Alegre, ubicada a la mateixa zona del barri.
- Barri de la Salut: és un barri ubicat a la sortida de Manlleu per l'est, just a la zona de la carretera que va cap a Roda de Ter i té una població de 1.225 habitants. Va ser format a la dècada del 1950 (les primeres cases barates que estaven al costat de la antiga fàbrica tèxtil de Can Brocato) i 1970 (l'estructura total del barri). Compta amb llocs destacats com per exemple les Piscines Municipals de Manlleu i el Col·legi Pompeu Fabra tot i que també hi havia una gran fàbrica tèxtil anomenada Can Brocato, que va ser enderrocat el 2006 per llavors construir-se un gran supermercat al nord del barri l'any 2020. A vegades se l'uneix el barri amb el de La Cavalleria.
- Barri Nou: és un barri ubicat entre el barri de Gràcia, el de Baix Vila, el de Vilamirosa i el de l'Erm que va ser format durant la dècada del 1960 que té una població de 1.009 habitants. És un barri que compta amb cases unifamiliars com en el barri de Gràcia i compta amb llocs molt importants de la ciutat com per exemple l'Institut Antoni Pous i Argila.
- Barri de l'Erm: és un barri ubicat al nord de Manlleu i és el barri amb més superfície i població de Manlleu amb una població de 6.306 habitants en ple 2024. Es va formar a la dècada del 1960 per tal d'albergar la població andalusa nouvinguda al municipi de Manlleu, i es varen fer blocs d'habitatge per a aquesta població, perquè puguin viure al nord de la ciutat. Per aquest motiu es considera el barri com un barri de classe treballadora que ha passat diferents èpoques, ja que després que la població andalusa visqués al barri, una segona onada d'immigració marroquina en el barri durant la dècada del 1990 i 2000 ha ocasionat que actualment el barri sigui més de la meitat d'origen estranger. Compta amb l'Església de Sant Pau, el Col·legi Puig-Agut, el Mercat Municipal de Manlleu i també amb el Casal Cívic Frederica Montseny.
- Barri de Vilamirosa: és un barri ubicat al nord-oest de la ciutat de Manlleu i té una població de 2.362 habitants, essent el segon barri amb més població del municipi. El seu carrer principal és el carrer de Vilamirosa i té una població bastant alta que té origen marroquí. El barri va ser format també a la dècada del 1960 al costat del barri de l'Erm.
- Barri de La Coromina: és un barri ubicat entre la zona industrial i el barri de l'Erm que té una població de 779 habitants. És un barri residencial i alhora industrial que va ser format a la dècada del 1970 al voltant del carrer Sogorb que conduïa al paratge de La Coromina. Actualment, és una de les zones amb més expansió urbana de Manlleu.
- Barri del Puig: és un barri ubicat al mig de Manlleu entre el barri de Dalt Vila, La Cavalleria, el de l'Erm, La Coromina i la Zona Industrial i té una població de 2.015 habitants. Va ser format durant diferents èpoques, ja que la zona oest es va formar a finals del segle XIX i principis del segle XX i la zona est es va formar a la dècada del 1970 i 1980. Compta amb llocs molt importants com l'Hospital de Manlleu i també l'actual Mesquita de Manlleu.
- Barri de la Teuleria: és un barri ubicat entre el barri del Puig, el de la Salut i la zona industrial (també amb l'Arborètum) i té una població molt petita de 80 habitants aproximadament. És el barri més nou de Manlleu i, per tant, encara està començant el seu creixement urbanístic (només té unes tres cases separades a la zona sud del barri). Tot i això, ja compta amb un lloc important de Manlleu com és l'Institut del Ter.

### Habitants dels Barris
Aquesta és la graella de la població que té cada barri de Manlleu:
| Barri                  | Població  |
| ---------------------- | --------- |
| Barri de l'Erm         | 6.306     |
| Barri de Vilamirosa    | 2.362     |
| Barri de Gràcia        | 2.261     |
| Barri de Baix Vila     | 2.124     |
| Barri de El Puig       | 2.015     |
| Barri de La Cavalleria | 1.549     |
| Barri de La Salut      | 1.225     |
| Barri Nou              | 1.009     |
| Barri de Dalt Vila     | 970       |
| Barri de La Coromina   | 779       |
| Barri de Vista Alegre  | 359       |
| Barri de La Teuleria   | 80 Aprox. |

## Llocs d'interès

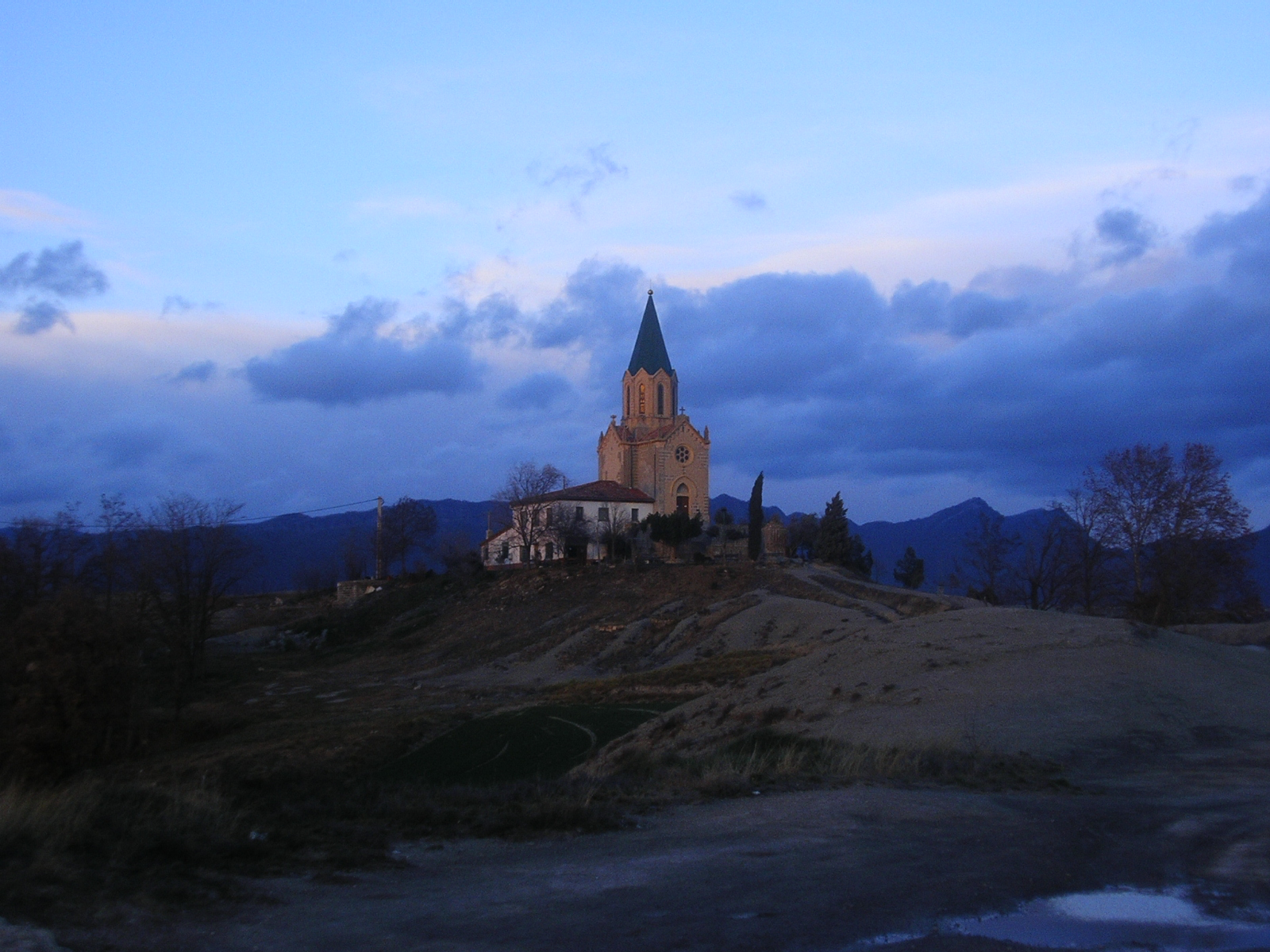
Santuari de Puig-agut

- Església de Santa Maria (d'origen romànic), va ser remodelada en el segle xviii en estil barroc i reconstruïda al final de la Guerra Civil, ja que va ser dinamitada durant el seu transcurs. Conserva un claustre d'origen romànic i arcs i capitells gòtics-renaixentistes a una galeria entre el temple i la rectoria.
- Pont de Can Molas sobre el riu Ter, construït a finals del segle xiv.
- Plaça porticada de Fra Bernadí en el centre de la vila, urbanitzada a finals del segle xix i remodelada diverses vegades.
- Santuari de Sant Jaume, d'origen romànic, de la qual només s'intueix la planta i reconstruïda en un nou emplaçament arran de l'epidèmia de còlera de 1854 i d'un vot de poble dels habitants de la població[10]
- Santuari de Puig-agut o de Lourdes, en el límit amb els municipis de Torelló i l'Esquirol.
- Església de Sant Julià de Vilamirosa, romànica, situada a la zona de Granollers de la Plana, als afores de la població, al marge dret del riu Ter.
- Església de Vilacetrú, d'origen romànic, als afores de la població, al costat de la masia i granges del Poquí.
- Museu Industrial del Ter[11]
- Sala d'exposicions municipal a Can Puget: amb exposicions itinerants.
- Cau Faluga, a la perifèria de la vila, residència del pintor i escriptor Santiago Rusiñol.
- Edificis modernistes en el centre de la població i nombroses masies disperses per tot el terme municipal.
- Colomar de gestió ètica, situat al passeig del Ter
- Passeig del Ter, amb alguns dels arbres més grans de la població.
- L'Arxiu Municipal de Manlleu (AMMA) gestiona el fons històric, actualment ubicat a l'edifici de l'Arxiu Comarcal d'Osona (ACOS) i, d'altra banda, l'arxiu administratiu, ubicat a l'edifici de l'Ajuntament.[12][13]
- Casal infantil Centre Obert Tripijoc[14]

## Manlleuencs il·lustres
- Francesc d'Assís Aguilar i Serrat, clergue i naturalista.
- Gerard Autet, futbolista i comentarista esportiu.
- Josefa Contijoch, escriptora.
- Antoni de Cortada, militar.
- Pere Farrés i Arderiu,[15] literat, doctor especialitzat en l'obra viva Jacint Verdaguer i Miquel Martí i Pol
- Josep Guardiet i Pujol, eclesiàstic i reconegut com a beat per l'Església catòlica
- Joan Puntí i Collell, eclesiàstic i escriptor.
- Eduard Rifà i Anglada, empresari.
- Manuel Vilà i Dalmau, poeta.
- Joan Viladomat i Massanas, músic, compositor i escultor.
- Anna Senyé d'Aymà, animalista i poetessa.